# Rida Johnson Young
Rida Johnson Young (Baltimora, 1875 – Stamford, 1926) è stata una commediografa, librettista e compositrice statunitense.
Nella sua carriera, scrisse più di trenta tra commedie e musical, oltre a cinquecento canzoni. Il suo nome è stato inserito nella Songwriters Hall of Fame (SHOF), un progetto che ha l'obiettivo di realizzare un museo dedicato ai più importanti autori di canzoni dell'industria musicale americana.

## Filmografia

### Sceneggiatura
- Brown of Harvard, regia di Colin Campbell - cortometraggio (1911)
- The Marriage Bond, regia di Lawrence Marston (1916)
- The Lottery Man, regia di Leopold Wharton e Theodore Wharton - lavoro teatrale (1916)
- Brown of Harvard, regia di Harry Beaumont - romanzo e lavoro teatrale (1918)
- Captain Kidd, Jr., regia di William Desmond Taylor - lavoro teatrale (1919)
- The Lottery Man, regia di James Cruze - lavoro teatrale (1919)
- Little Old New York, regia di Sidney Olcott (1923)
- Brown of Harvard, regia di Jack Conway (1926)
- La canzone della mamma (Mother Machree), regia di John Ford - romanzo The Story of Mother Machree (1928)
- Terra senza donne (Naughty Marietta), regia di Robert Z. Leonard e W. S. Van Dyke - libretto (1935)
- I ribelli del porto (Little Old New York), regia di Henry King (1940)